# Руцький Василь Миколайович
Василь Миколайович Руцький (зустрічається Рудський, Рутський) (? — ?) — старшина Дієвої армії УНР.

## Життєпис

Українська делегація на переговорах з поляками у Львові 31 липня 1919 року.
Сидять зліва направо: Роман Гузар, Петро Левчук, Петро Ліпко, Семен Магаляс, Петро Мшанецький;
стоять зліва направо: 2-й — Василь Руцький, 4-й — Остап Луцький.

Останнє звання у російській армії — полковник.
У 1918 році служив у 4-му Київському корпусі Армії Української Держави. 
У 1919 році — начальник відділу навчання військ Головного управління Генерального штабу Дієвої армії УНР. 
Брав участь у переговорах з поляками 31 липня 1919 року у Львові. 
Станом на 12 вересня 1919 року — начальник відділу з улаштування та служби закордонних військових представників, в цьому ж місяці значився хворим. 
Подальша доля невідома.